# Indianapolis Jets
Indianapolis Jets fue un equipo de la Basketball Association of America (BAA), liga que posteriormente se convirtió en la NBA, con sede en Indianápolis, Indiana, de 1948 a 1949. Primeramente, jugando en la NBL, el equipo se hacía llamar Indianapolis Kautskys, hasta que entró en la NBA. Tras jugar solamente una temporada en la liga, fue reemplazado por Indianapolis Olympians.

## Trayectoria
| Temporada                   | G                           | P                           | %                           | Playoffs                    | Resultado                   |
| Indianapolis Kautskys (NBL) | Indianapolis Kautskys (NBL) | Indianapolis Kautskys (NBL) | Indianapolis Kautskys (NBL) | Indianapolis Kautskys (NBL) | Indianapolis Kautskys (NBL) |
| --------------------------- | --------------------------- | --------------------------- | --------------------------- | --------------------------- | --------------------------- |
| 1937-38                     | 4                           | 9                           | 0.308                       | No clasificado              |                             |
| 1938-39                     | 13                          | 13                          | 0.500                       | No clasificado              |                             |
| 1939-40                     | 9                           | 19                          | 0.321                       | No clasificado              |                             |
| 1941-42                     | 12                          | 11                          | 0.522                       | 0-2                         |                             |
| 1945-46                     | 10                          | 22                          | 0.312                       | No clasificado              |                             |
| 1946-47                     | 27                          | 17                          | 0.614                       | 2-3                         |                             |
| 1947-48                     | 24                          | 35                          | 0.407                       | 1-3                         |                             |
| Indianapolis Jets (BAA)     |                             |                             |                             |                             |                             |
| 1948-49                     | 18                          | 42                          | 0.300                       | No clasificado              |                             |